# Helga (film)
Helga (Helga - Vom Werden des menschlichen Lebens), anche conosciuto con i titoli Helga - lo sviluppo della vita umana e Helga - Il concepimento, la fecondazione, la nascita, i problemi sessuali, è un film didattico del 1967 diretto da Erich F. Bender e interpretato da Ruth Gassmann e Eberhard Mondry. Il documentario è stato realizzato in Germania Ovest su richiesta del ministro della salute.

## Trama
Helga è una giovane donna che desidera sposarsi. Si rivolge ad un ginecologo per venire informata sul rapporto sessuale e il controllo delle nascite.
Una volta rimasta incinta, Helga prende parte a un corso per future madri, dove viene informata sull'evento che l'attende. Il parto viene quindi ripreso in dettaglio.
Helga è ora una donna realizzata che progetta di avere altri tre figli.

## Distribuzione
- Germania Ovest: 22 settembre 1967
- Finlandia: 2 febbraio 1968
- Francia: 21 febbraio 1968 (Parigi)
- USA: 8 agosto 1968 (Los Angeles, California)
- Norvegia: 16 settembre 1968
- USA: 27 settembre 1968 (Chicago, Illinois)
- USA: 4 ottobre 1968 (New York City, New York)
- Cecoslovacchia: 29 agosto 1969
- Singapore: ottobre 1969
- Portogallo: 16 luglio 1981

Il film ha raccolto il maggior incasso nella stagione 1967-68 in Italia.